# Amborhytida dunniae
Amborhytida dunniae är en snäckart. Amborhytida dunniae ingår i släktet Amborhytida och familjen Rhytididae.

## Underarter
Arten delas in i följande underarter:
- A. d. dunniae
- A. d. forsythi